# Szabef
Szabef (s3b=f) ókori egyiptomi hivatalnok volt az I. dinasztia idején, II. Ka uralkodása alatt (i. e. 2900 körül). Egy sztéléről ismert, melyet a király abüdoszi sírja mellett találtak, és ma a kairói Egyiptomi Múzeumban van. A sztélé mészkőből készült, Szabefet állva ábrázolja; a szöveg hosszan sorolja címeit, melyek fordítása azonban nem teljesen biztos, mert a legkorábbi hieroglif feliratok olvasata még mindig bizonytalan.
- Az étkező, valamint a birtok borospincéjének elöljárója; minden védelem mögötte áll[2]
- A birtok elöljárója, a szigonyos Hórusz székhelyéé, a vörös házé[3]
- Barát a király birtokán[4]
- Aki felel minden ülőhelyért, amely foglalt a csarnokban[5]

## Fordítás
- Ez a szócikk részben vagy egészben  a   Sabef című angol Wikipédia-szócikk ezen változatának fordításán alapul.  Az eredeti cikk szerkesztőit annak laptörténete sorolja fel. Ez a jelzés csupán a megfogalmazás eredetét és a szerzői jogokat jelzi, nem szolgál a cikkben szereplő információk forrásmegjelöléseként.